# Vesel (priimek)
Vesel je priimek več znanih Slovencev:
- Aleksander Vesel (*1965), matematik, računalnikar, prof. UM
- Alenka Klabus Vesel (*1959), prevajalka, arhivistka, dramaturginja
- Alenka Vesel, fizičarka IJS
- Aljaž Vesel, oblikovalec vidnih sporočil
- Branko Vesel (1928—2017), biolog, metodik
- Fran Vesel (1884—1944), fotograf in zbiratelj kulturnozgodovinskega gradiva
- Fran Vesel (1894—1954), odvetnik in politik

- Ferdo Vesel (1861—1946), slikar
- Gorazd Vesel (1926—2013), politik, časnikar
- Gvido Vesel (1901—1984), sadjar, zadružnik
- Ivan Vesel – Vesnin (1840—1900), duhovnik, pesnik, dramatik in prevajalec, pisec 1. slovenskega bontona
- Janez Nepomuk Vesel (~1770—1844), pravnik in cenzor
- Josip Vesel (1859—1927), slikar, profesor
- Jovan Vesel Koseski (1798—1884), pravnik, pesnik in prevajalec
- Karel Vesel (1808—1863), zdravnik
- Matjaž Vesel (*1965), filozof, prevajalec
- Meta Vesel Valentinčič (*1951), odvetnica in političarka
- Miha Vesel (*1977), hokejist
- Mir(k)o Vesel, šport invalidov
- Samo Vesel, kardiolog
- Savo Vesel (1921—2005), gradbenik
- Sergij Vesel (*1937), novinar, urednik, publicist
- Svetka (Svetoslava) Vesel (1933—1992), agronomka, vrtnarka
- Tinka Vesel (Wessel-Pola) (1890—1944), operna pevka
- Tomaž Vesel (*1967), gospodarski pravnik, revizor, predsednik Računskega sodišča RS
- Veronika Vesel Potočnik (*1987), slikarka
- Vesna Vesel, arhitektka
- Viljanka Vesel (*1958), agronomka, strokovnjakinja za oljkarstvo